# Ngô Đình Khôi
Ngô Đình Khôi (吳廷魁, 1885–1945), sinh ở Lệ Thủy, Quảng Bình, ông là quan nhà Nguyễn, tổng đốc Nam Ngãi (Quảng Nam – Quảng Ngãi). Ông là con trai cả của Ngô Đình Khả, tức người anh lớn nhất trong gia đình các ông Ngô Đình Thục, Ngô Đình Diệm, Ngô Đình Nhu, Ngô Đình Cẩn, Ngô Đình Luyện.

## Sự nghiệp
Ông được tập ấm lúc còn nhỏ và được triều đình Huế bổ nhiệm vào làm trong Bộ binh năm 1910. Được ít lâu ông về làm rể Thượng thư Nguyễn Hữu Bài.
Năm 1930 ông thăng chức tổng đốc Nam Ngãi. Con trai của ông là Ngô Đình Huân thì làm thư ký và thông ngôn cho Yokoyama Masayuki, Viện trưởng Viện Văn hóa Nhật Bản tại Sài Gòn, sau đó làm Thanh tra Lao động. Vì ý hướng thân Nhật, Ngô Đình Khôi bị ép về hưu năm 1943 sau khi Chiến tranh thế giới thứ hai xảy ra.

## Cái chết
Khi Nhật đảo chính Pháp ở Đông Dương vào tháng 3 năm 1945, ông khuyên hoàng đế Bảo Đại đừng thoái vị vì ông đã tích trữ được một số vũ khí, lại có thêm Ngô Đình Huân giữ vai trò liên lạc giữa triều đình bù nhìn Huế và Đế quốc Nhật Bản, nên có người cho là ông có kế hoạch dùng vũ lực chống lại lực lượng Việt Minh lúc đó đang chuẩn bị nổi dậy làm cách mạng phế truất nhà Nguyễn. Mùa thu năm 1945 ông và Ngô Đình Huân bị Việt Minh bắt cùng với Phạm Quỳnh, cựu thượng thư Bộ Lại và đem xử bắn ở rừng Hắc Thú. Theo hồi ký của ông Nguyễn Hữu Hanh, người quen biết với gia đình ông Ngô Đình Khôi khi đó, kể lại thì khi ông Khôi bị dẫn ra đi bắn, ông Ngô Đình Huân nắm lấy áo cha mình kéo lại. Những người cán bộ Việt Minh quát mắng và đánh đuổi anh ta đi, nhưng anh ta nói sẵn sàng chết cùng với cha, và họ xử bắn cả hai người.
Tuần báo Quyết Thắng, cơ quan tuyên truyền và tranh đấu của Việt Minh Trung Bộ, Số 11 ra ngày 9 tháng 12 năm 1945 đăng toàn văn thông báo của Ủy ban Khởi nghĩa tỉnh Nguyễn Tri Phương gửi Tòa án quân sự Thuận Hóa như sau:
| “ | Ủy ban Khởi nghĩa tỉnh Nguyễn Tri Phương kính gửi Tòa án quân sự Thuận Hóa Trước khi Tòa án đưa ra xét xử Việt gian, chúng tôi xin nói về vụ án ba tên Việt gian chúng tôi đã xử trong thời kỳ thiết quân luật để ngài rõ và nhờ ngài công bố cho dân chúng đều biết kết quả một đời phản quốc của chúng. Án phản quốc Ba tên Việt gian tối nguy hiểm: 1. Ngô Đình Khôi: Trước làm tay sai cho thực dân Pháp đàn áp phong trào cách mạng ở Quảng Nam và Quảng Ngãi; suốt năm 1938, 39, 40, 41, 42, 43 đã giết hại vô số chiến sĩ cách mạng Việt Nam. Dựa vào thế lực của giặc Pháp, Ngô Đình Khôi lại còn vơ vét tiền của quốc dân, đến lúc Nhật mạnh, lại mưu toan bán nước cho phát xít Nhật, ngấm ngầm phá hoại phong trào độc lập của Mặt trận Việt Minh. 2. Phạm Quỳnh, một tay cộng sự rất đắc lực của giặc Pháp trong việc củng cố địa vị của Pháp ở Đông Dương, đã bao phen làm cho quốc dân phải điêu đứng. Phạm Quỳnh đã giúp sức cho quân cướp nước làm mê muội dân chúng Việt Nam. Với cái nghề mãi quốc cầu vinh, Phạm Quỳnh đã từ một tên viết báo nhảy lên một địa vị cao nhất trong hàng quan lại Nam triều. Phạm Quỳnh lại còn dựa vào thế lực Pháp và địa vị của mình bóc lột, vơ vét tài sản của quốc dân. Mặc dầu chính quyền của giặc Pháp đã bị truất sau ngày đảo chính 9-3-1945, nhiều triệu chứng tỏ rằng Phạm Quỳnh chỉ chờ cơ hội rước bọn thực dân Pháp đến làm cho diệt nước chúng ta. 3. Ngô Đình Huân, một tay cộng sự hết sức lợi hại của phát xít Nhật mới đặt chân đến Đông Dương. Ngô Đình Huân đã giúp Nhật một cách có hiệu lực trong công cuộc quấy rối nước ta và cản trở phong trào độc lập của quốc dân Việt Nam. Cả ba tên Việt gian đại bợm đã bị bắt ngay trong giờ cướp chính quyền (2 giờ 23-8-1945) ở Thuận Hóa và đã bị Ủy ban Khởi nghĩa kết án tử hình và đã thi hành ngay trong thời kỳ thiết quân luật. Tài sản và vật dụng của ba tên ấy đều là kết quả của sự phản bội quốc gia, bóc lột dân chúng mà có, nên đều phải bị tịch thu và quốc hữu hóa. Ủy ban Khởi nghĩa tỉnh Nguyễn Tri Phương | ” |

Về sau, có nguồn tin mô tả chi tiết sự kiện này: tướng De Gaulle cử đại diện của mình là sĩ quan Castella đi liên hệ với Ngô Đình Khôi để chuẩn bị tái chiếm miền Trung, nhưng nhóm này chưa gặp được Ngô Đình Khôi thì đã bị bắt và để lộ thông tin, nên Ngô Đình Khôi bị dân quân địa phương (Hiền Sĩ, Thừa Thiên Huế) kết án là làm nội ứng cho Pháp, nên bị xử bắn. Theo đó, ngày 25 tháng 8 năm 1945, một toán lính Pháp nhảy dù xuống Hiền Sĩ, cách Huế 25 km về phía Bắc. Toán nhảy dù có 6 sĩ quan Pháp do tên quan tư Castella chỉ huy. Dân quân Việt Nam bố trí bắt gọn toán quân này, tịch thu vũ khí và tài liệu, gồm có: 6 khẩu súng Các-bin Mỹ, 6 khẩu súng ngắn Browning, 2 điện đài, 2 máy phát điện, 6 túi cá nhân đựng rất nhiều quân trang, đạn dược, 6 cặp sĩ quan đựng bút giấy, tài liệu và rất nhiều bản đồ in trên lụa rất có giá trị. Trong cặp của Castella có Mật lệnh của Thống chế Pháp là De Gaulle ghi rõ: "Quan tư Castella có nhiệm vụ bắt liên lạc với Ngô Đình Khôi, Phạm Quỳnh, với các lực lượng Pháp ở hải ngoại (FFE) và các lực lượng Pháp nội địa (FFI) để tổ chức chiếm lĩnh các công sở và thành lập chính quyền thuộc địa ở miền Trung Việt Nam. Tất cả các FFE và FFI đều phải đặt dưới quyền chỉ huy của quan tư Castella."
Ông Đặng Văn Việt, tham gia lực lượng đi bắt toán quân Pháp, sau này là tướng quân nổi tiếng ở mặt trận Cao Bằng năm 1950, viết trong hồi ký "Hạ cờ triều đình Huế" như sau:
"Không nghi ngờ gì nữa – cái phái bộ Đồng Minh nhảy xuống Hiền Sĩ thực chất là một phái bộ thực dân được De Gaulle phái sang để chiếm lại miền Trung, nếu ta chậm 1 – 2 ngày, Castella sẽ bắt liên lạc được với Phạm Quỳnh, Ngô Đình Khôi, Bảo Đại, chỉ trong một đêm, 500 lính thực dân Pháp đang bị giam ở trường Providence, cộng với lính khố xanh, khố đỏ, khố vàng, với những mật thám cảnh sát cũ còn nguyên vẹn, chúng sẽ đủ sức chiếm lại toàn bộ Kinh đô Huế. Rồi sẽ không có việc Bảo Đại thoái vị, không có lễ nhận ấn tín, không có việc Vĩnh Thụy ra Hà Nội làm cố vấn Chính phủ, mà Huế sẽ lại là Thủ đô của cả nước lúc bấy giờ. Nếu những việc ấy xảy ra, sẽ đều ảnh hưởng đến toàn quốc, Cách mạng sẽ không lường hết sự phải trả giá, xương sẽ chất thành núi, máu sẽ nhuộm đỏ nước sông Hương, cây cỏ trên núi Ngự Bình sẽ xơ xác trong tro bụi?!".
Về đến Huế, một đại diện Thanh niên Tiền tuyến được cử đến gặp ông Trần Hữu Dực để báo cáo kết quả của cuộc hành quân. Ông Trần Hữu Dực rất vui mừng và hết lời khen ngợi chiến công đó: "Chỉ cần ta bị chậm 1-2 ngày là bọn Pháp nhảy dù xuống Hiền Sĩ có thể liên lạc được với Ngô Đình Khôi, Phạm Quỳnh, các lực lượng Pháp ở hải ngoại, ở nội địa. Bọn Pháp 500 tên đang bị giam giữ ở trường Providence, bọn Nhật ở Mang Cá có 4.500 tên. Chỉ cần một đêm là chúng có thể trở lại các công sở, nắm chắc trong tay các lực lượng vũ trang, lực lượng đàn áp phản động. Nếu lúc ấy mà ta phát động tổng khởi nghĩa, cướp chính quyền thì có thể hàng ngàn, vạn sinh mệnh đồng bào sẽ ngã gục dưới họng súng của quân thù. Các anh Thanh niên Tiền tuyến đã lập được một chiến tích lớn đáng được ghi nhớ".
Theo Hồi kí của Đỗ Mậu, năm 1945 khi phong trào Việt Minh của đảng Cộng sản giành chính quyền, họ đã kết tội cả Phạm Quỳnh và Ngô Đình Khôi vào hàng đại Việt gian phản quốc và đem đi mất tích. Ngô Đình Huân bị bắt vì bị kết tội vừa làm tay sai cho Thực dân Pháp, vừa là cộng tác viên đắc lực cho phát xít Nhật do họ đều là quan chức lớn của nhà Nguyễn thời điểm đó. Có người dân thấy dân quân Việt Minh giải cha con ông Khôi và Phạm Quỳnh rồi xử bắn nhưng chưa biết thi thể chôn ở đâu.

## Phần mộ và nhận định
Vào năm 1955, ông Ngô Đình Cẩn tìm được thi hài ông Ngô Đình Khôi ở huyện Phong Điền thuộc tỉnh Thừa Thiên Huế, mộ có thi thể của ông cựu quan Phạm Quỳnh. Sau khi tìm được thi hài của anh trai mình, hai anh em nhà họ Ngô làm lễ quốc tang lớn cho ông Ngô Đình Khôi.
Theo Đỗ Mậu, một cựu thiếu tướng phục vụ dưới chính thể Việt Nam Cộng hòa ở miền Nam Việt Nam: Đối với dân tộc và lịch sử thì ông Ngô Đình Khôi chỉ là một cựu quan lại tay sai của chế độ bảo hộ và triều đình mục nát, nhưng anh em nhà họ Ngô lại bắt nhân dân coi anh em ruột mình như là một nhà ái quốc đã hy sinh cho đất nước nên đã cử hành tang lễ cho ông Khôi như lễ quốc táng của một vị anh hùng. Cá nhân Tổng thống và gia tộc Tổng thống bỗng trở thành một trong quan niệm phong kiến "một người làm quan, cả họ được nhờ", và gia tộc Tổng thống và quốc gia dân tộc bỗng trở thành một trong quan niệm phản dân chủ "lãnh đạo là do Thiên Mệnh trao quyền".
Ông Ngô Đình Khôi tuy chỉ là thứ tham quan ô lại thời thực dân phong kiến bị Việt minh lên án phản quốc và đã được ông Diệm làm lễ quốc táng, thế mà anh em ông Diệm vẫn chưa hài lòng còn muốn tôn vinh anh mình lên hàng danh nhân vĩ đại của lịch sử. Họ lấy tên của ông Khôi đặt cho con đường lớn nối liền thủ đô Sài gòn với phi trường quốc tế Tân Sơn Nhất. Ngoài ra anh em họ còn muốn đổi tên trường trung học Khải Định Huế thành trường Ngô Đình Khả. Thật ra việc xoá bỏ tên Khải Định là một việc làm hữu lý vì Khải Định là một vị vua Việt gian, nhưng xoá bỏ tên của Khải Định mà lại thay vào tên của Ngô Đình Khả, một vị quan lại của Pháp, thì quả là một việc làm khinh thị nhân dân.